# Sobór św. Mikołaja w Ałmaty
Sobór św. Mikołaja – prawosławna cerkiew w Ałmaty, w jurysdykcji eparchii astańskiej Metropolitalnego Okręgu Rosyjskiego Kościoła Prawosławnego w Republice Kazachstanu.

## Historia
Sobór św. Mikołaja w Ałmaty został zaprojektowany przez S. Tropariewskiego. Jego poświęcenie miało miejsce 14 grudnia 1908. Pozostawał czynny do 1936, gdy został zamknięty. Był nieczynny do 1945. W tym czasie w Kazachstanie nie było żadnej czynnej prawosławnej świątyni.
Obiekt sakralny został zwrócony wiernym w 1946. W tym samym roku arcybiskup ałmacki i kazachstański Mikołaj uczynił świątynię soborem katedralnym. Wtedy też urządzono w niej dolną cerkiew Zaśnięcia Matki Bożej. Równocześnie czynne były dwa położone na górnym poziomie ołtarze św. Mikołaja i św. Barbary. Budynek pozostawał katedrą eparchii ałmackiej do 1995, gdy Rosyjski Kościół Prawosławny odzyskał sobór Wniebowstąpienia Pańskiego w Ałmaty. W tym samym roku przy soborze św. Mikołaja zbudowano pomnik-krzyż upamiętniający ofiary represji przeciwko prawosławnym po 1917.
W latach 1991–1996 przy soborze funkcjonowała niższa szkoła duchowna.

## Związani z cerkwią
W latach 1908–1932 proboszczem parafii św. Mikołaja był Aleksandr Skalski. Był on pierwszym i jedynym proboszczem soboru przed rewolucją październikową. W 1932 został aresztowany i zmarł rok później w więzieniu. W 2000 został kanonizowany jako jeden z Soboru Świętych Nowomęczenników i Wyznawców Rosyjskich.